# Telecrates
Telecrates is een geslacht van vlinders van de familie sikkelmotten (Oecophoridae), uit de onderfamilie Xyloryctinae.

## Soorten
- T. basileia Turner, 1902
- T. bipunctella (Walker, 1864)
- T. calligramma Meyrick, 1890
- T. desmochrysa Lower, 1896
- T. heliomacula Lower, 1894
- T. laetiorella (Walker, 1864)
- T. melanula Meyrick, 1890
- T. micracma Meyrick, 1890
- T. parabolella (Walker, 1864)
- T. placidella (Walker, 1864)
- T. tesselata Lucas, 1900